# Tacsi Singo
Tacsi Singo (japánul: 舘 信吾, átírással: Tachi Shingo, nyugati átírással: Shingo Tachi; Tokió, 1977. szeptember 1. – Okajama, 1999. március 11.) japán autóversenyző volt, az 1998-as Super GT GT-300-as kategóriájának bajnoka. Egy JGTC GT-500-as tesztbaleset során vesztette életét, generációja egyik legtehetségesebb japán versenyzőjének tartották.

## Életpályája

### Családja
Szinte borítékolható volt, hogy később autóversenyzői karrierre lesz hivatott; édesapja Tacsi Nobuhide a Toyota gyári autóversenyzője volt, amikor megalapozta saját örökségét versenyzőként. Nobuhide legnagyobb győzelmeit az 1972-es Japán Sportautó Nagydíjon, az 1975-ös Fuji 1000 km-esen szerezte, valamint 1974-ben és 1975-ben egymásután kétszer is megnyerte a legendás makaói nagydíjat – ezért kapta a "Makaó Tigrise" becenevet.
Nobuhide 1982-ben vonult vissza a versenyzéstől, de már akkor megalapozta legnagyobb örökségét, amikor üzleti partnerével, Oiva Kijosival 1974-ben új versenycsapatot alapított: Tachi Oiwa Motor Sports néven, amelyet a legtöbben TOM'S-ként ismernek.

### Versenyzői pályafutása
Nem kellett sokáig várni arra, hogy Singo az apja nyomdokaiba lépjen az autóversenyzésben. Gokartos karrierjét 12 évesen, 1990-ben kezdte. A következő négy évben a kelet-kantói régió állandó versenyzője lett, olyan pályákon versenyzett, mint a csibai New Tokyo Raceway.
1993-ban befejezte a középiskolát, és úgy döntött, hogy külföldön, Nagy-Britanniában folytatja tanulmányait. Családját és barátait egyelőre maga mögött hagyva 16 évesen kezdte meg autóversenyzői karrierjét.

#### Nagy-Britanniában
Együléses pályafutása első két évét a Rowan Racingnél töltötte a Formula Vauxhall Junior bajnokságban. Az 1994-es év lényegében a tanulás éve volt. Az 1995-ös szezonra azonban nagy lépést tett előre, negyedik lett az U18-as bajnokság tabelláján, és megszerezte első győzelmét a kategóriában. A Formula Vauxhallban eltöltött két év után feljutott a rangos brit Formula 3 bajnokságba. A Team Magic Racing egyik Dallara F394/Toyotájával indult, amelyet a TOM'S GB, édesapja csapatának brit részlege támogatott. Singo a B-osztályban versenyzett, a későbbi évek National Class elődjében, a régebbi autók és kisebb költségvetésű csapatok között. Nagyszerű szezont futott a brit F3 B-osztályában. Öt pole pozíciót szerzett, és két győzelmet, egyet a Donington Parkban, egyet pedig a Pembrey Circuiten. Az új-zélandi Simon Wills ellen küzdött a bajnoki címért egészen a szezon végéig, és a silverstonei utolsó fordulóban mindössze kilenc ponttal maradt alul.
Habár még mindig küzdött a nyelvi akadályokkal, de közkedvelt figura volt a bokszutcákban szerte az Egyesült Királyságban. Habár imádott Nagy-Britanniában versenyezni, de tanulmányai véget értek, és eljött az ideje, hogy hazatérjen Japánba, hogy tovább fejlődjön versenyzőként.

#### Hazatérés
Visszatért tehát Japánba, és az All-Japan Formula 3 bajnokságban, továbbá az N1 Endurance Series-ben (ma Super Taikyu Series néven ismert) versenyzett, édesapja csapatánál, a TOM'S-nál, amely akkoriban vitathatatlanul a sorozat legjobb csapata volt.
Első japán F3-as szezonjában, 1997-ben a bajnokság hatodik helyén végzett, és két dobogós helyezést ért el, miközben a szériában a második évét teljesítő csapattársa, Tom Coronel hét versenyen hat győzelmet aratott, és megnyerte a bajnokságot.
Ami az N1-es sorozatot illeti; egy Toyota Celica GT-Fourral versenyzett, amely a legendás gyári raliautóhoz hasonló festést kapott. Váltó pilótatársa, Murao Singo volt, aki később a drift versenyzésben is sikereket és hírnevet szerzett, tíz közös versenyük során hat dobogós helyezést értek el, és a bajnokságban a 4. helyen végeztek. 1997-es N1-es szezonjuk csúcspontja a Tokacsi 24 órás verseny volt, amikor Takagi Sinicsi és Fudzsita Takajuki társaságában megnyerték az N1-2-es osztályt, és az összesítés 11. helyen végeztek.

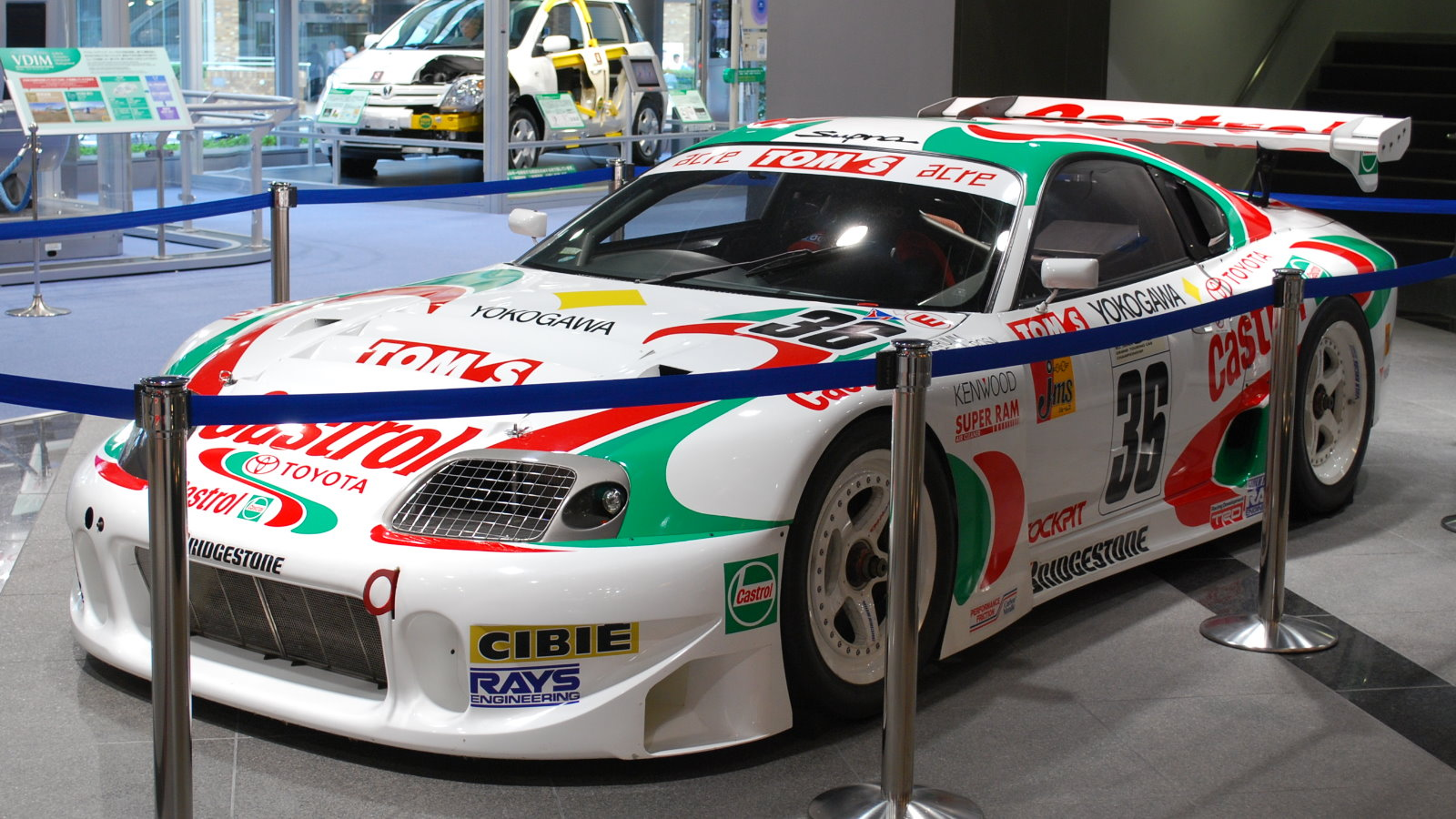
A TOM'S Toyota Suprája

A szezon végén némileg váratlan lehetőséget kapott, hogy a Toyota Team TOM'S versenyzője legyen az All-Japan Grand Touring Car Championship (JGTC; mai nevén: Super GT) GT500-as osztályában. A JGTC november 16-án tartotta második All-Star versenyét a teljesen új Twin Ring Motegi pályán. A TOM'S izgalmas bajnoki küzdelemben nyerte meg a GT500-as bajnoki címet, a pilótái, Pedro de la Rosa és Michael Krumm távoztak a Toyotától, a spanyol Jordan F1-es tesztpilótája lett 1998-ra, Krumm pedig a rivális Nissannal kötött új GT500-as szerződést. Így nem álltak rendelkezésre a motegi All-Star versenyre. Erre a fordulóra tehát az átalakított felállás részese volt a 20 éves Tacsi Singo, aki a túraautó és formula bajnok Szuzuki Tosio mellé került a 37-es számú Castrol TOM'S Suprába, amely a bajnokság 3. helyén végzett Szuzukival és Szekija Maszanorival (aki a bajnokságot megnyerő 36-os rajtszámú Castrol Suprába került át de la Rosáék helyére a hatéves Formula–1-es tapasztalattal bíró Katajama Ukjó mellé). Singo még soha korábban nem vezetett olyan erős autót, mint a 480 lóerős, négyhengeres turbós Toyota Supra GT, de Szuzuki tapasztalatára támaszkodva bízott a jó eredményben. Emellett még soha nem vezetett ovál versenypályán; a verseny Motegi új, 1,5 mérföldes Superspeedway oválján zajlott, amelyet a CART futamához használtak később.
A két futamból az elsőn a harmadik helyen végzett a páros, a második futamon pedig a második pozícióban zártak. Ezek az eredmények együttesen a második helyezést jelentették számukra a versenyen, ami Singo számára nagyszerű első szereplést jelentett a JGTC-ben az első sportautó versenyén, és ami az egész JGTC paddock figyelmét felkeltette az 1998-as szezon közeledtével.
Az 1998-as japán F3-as szezonra is maradt a TOM'S-nál, amelyhez az 1997-es brit F3-as bajnok, Peter Dumbreck csatlakozott mellé. Singo nagy lépést tett előre: tíz futam alatt öt dobogós helyezést ért el, és az egész szezonban Katoh Hirokival küzdött a bajnokság második helyéért, végül a harmadik helyen végzett. Dumbreck tíz futamból rekordot jelentő nyolcat megnyert, a TOM'S három kettős győzelmet szerzett a szezon során a brit vezérletével. Az év végén pedig a TOM'S mindkét pilótája meghívást kapott a legendás Makaói Nagydíj F3-as futamára. Ez volt Singo első látogatása azon a pályán, amely segített megszilárdítani édesapja versenyzői örökségét. A versenyt végül a 13. helyen zárta, Dumbreck megnyerte a nagydíjat.
Az 1998-as év volt a JGTC sorozat ötödik teljes értékű szezonja. A GT500-as osztályban a Honda kezdett komoly fenyegetéssé válni a Toyota és a Nissan nagyágyúival szemben. A GT300-as osztályban a magánszervizek az eredeti JAF-GT300-as szabályok szerint építették és készítették fel saját könnyűszerkezetes autóikat. Az egyik ilyen szerviz a Tsuchiya Engineering volt. Ez a csapat több mint húsz évnyi versenyzői tapasztalattal rendelkezett, amikor 1996 végén belépett a JGTC-be. Cucsija Haruo csapattulajdonos 1998-ban megegyezett a versenyzővel, hogy Singo vezeti a 25-ös rajtszámú Toyota MR2 SW20-at, miután a teljesítménye lenyűgözte a Formula 3-ban, az N1-ben és a beugrása a GT500-as Motegi futamokon. Cucsija MR2-ese, amely az előző évben a 3. helyen végzett a GT300 bajnokságban, a kategória korai éveinek egyik legjobban megtervezett autója volt. Egy már bevált, könnyű, középmotoros sportautóból igazi versenygépet készítettek. A futómű, az aerodinamika és a felfüggesztés folyamatos fejlesztése érzékennyé és fürgévé tette az autót, a 330 lóerős, kétliteres, turbófeltöltős 3S-GTE motor pedig megbízható erőforrás volt, amely a vezetőülés mögül több mint elegendő erőt biztosított. Csapattársa a család egy jó barátja volt, Szuzuki Keiicsi, aki veterán versenyzőnek számított, 30 évnyi versenyzői tapasztalattal. Megnyerte a GT300 bajnokságot 1996-ban, és második lett 1997-ben a Team Taisan Jr. csapatával, amely 1998-ban egyesítette erőit a Tsuchiya Engineeringgel az egyesített Team Taisan Jr. és Tsuchiya Engineering zászló alatt. Szuzuki Nobuhide Tacsi egyik első versenyzője volt, amikor megalapította a TOM'S-t, és két évtizeddel később több mint boldog volt, hogy meghálálhatja régi főnökének, és segíthet fiának, Singónak bajnokká válni. Singo volt a csapat első számú pilótája, és 1998-ban jelentős részt vállalt a sorozat eddigi legdominánsabb bajnoki címéből, amit valaha is látni lehetett.

##### 1998. március 22., Suzuka GT300
Szuzuki Keiicsi a pénteki harmadik és egyben utolsó edzésen hatalmas balesetet szenvedett, nem lehetett arra számítani, hogy a Tsuchiya MR2-es versenyzője elindul a Suzuka Circuit 300 km-es szezonnyitó futamán, így pedig veszélybe került az indulásuk is, a veterán pilóta azonban sérülése ellenére vállalta az indulást. Singo kevesebb mint 24 órával a baleset után a hetedik helyre kvalifikálta magát a rajtrácson, és gyakorlatilag nem volt ideje száraz körülmények között vezetni az autót, miután az eső elmosta az edzések nagy részét. Vasárnap egy másik Toyota MR2, az A'PEX Racing 44-es rajtszámú Momo Corse MR2-ese, a pole-pozícióból induló Nitta Morio és az újonc Sota Mizuno volt a verseny legnagyobb esélyese. Singo a GT300-as rajtrács hetedik helyéről lassan indult, de 15 kör alatt a harmadik helyre lépett előre. Talán az újonc tapasztalatlanságának eredménye, hogy a nyitó etapja során letért a pályáról, de gyorsan visszatért, és újabb tíz körön belül már a második helyen haladt Nitta Momo Corse MR2-ese mögött.
A verseny drámai fordulatot vett a bokszutcában. Egy tankolási probléma miatt, amikor Mizuno átvette a Momo Corse MR2-esét, kénytelenek voltak visszamenni a bokszba egy nem tervezett 2. kiállásra. Eközben, 31 kör után Singo kiállt a bokszba, és a záró etapot a veterán Szuzukinak adta át. Cucsija Haruo úgy döntött, hogy nem cserélnek abroncsot, így a pénteki edzésen történt baleset után az erősen zúzódott lábbal versenyző Szuzukinak több mint elég előnye maradt arra, hogy az utolsó tizenhét kört megtegye, és az MR2-t elsőként vigye a kockás zászlóig. Ez volt Singo Tacsi pályafutásának első JGTC-győzelme, méghozzá a GT300-as versenyen való legelső indulása alkalmával.

##### 1998. március 3., All Japan Fuji GT
A fiatal versenyző elégedett volt az MR2-vel nedves körülmények között Fujiban. A Tsuchiya Engineering azonban ettől függetlenül is nehéz versenyre számított. A Porsche 911-esek egyértelmű előnyben voltak az esőben, és ha felszáradt volna, a Momo Corse MR2-esei is komoly győzelmi esélyekkel indultak volna.
De mindez lényegtelenné vált, amikor Óta Tecuja és Szunako Jukucsou a felvezető körök alatt a zuhogó esőben, ködben balesetet szenvedtek. Mivel Óta az életéért küzdött a  mára már hírhedtté vált baleset után, a versenyt törölték, és a sorozat júniusban a Sendai Hi-Land Racewayen folytatódott.

##### 1998. június 28., Hi-Land GT Championship
Szendaiban Singo az első sorba kvalifikálta magát, de ismét lassan indult, és a harmadik helyre esett vissza. Nem kellett sokáig várnia, hogy újra felzárkózzon, mivel 1-2 másodperccel gyorsabb volt, mint az előtte lévő autók. Megelőzte a poleból induló Kondó Maszasiko NISMO Silviáját és átvette a 2. helyet, majd üldözőbe vette a Fujiban Óta Tecuja életét hősiesen megmentő Jamadzsi Sinicsi Mazda RX-7-esét.
Kilenc körrel később utolérte Jamadzsit, majd belső ívről előzve átvette a vezetést, és 44 körös etapja végére 40 másodperces előnyre tett szert. Szuzuki pedig miután átvette az autót győzelemig vezette azt, így 2 győzelemmel nyitották az 1998-as szezont, és a bajnokság élén álltak.

##### 1998. augusztus 9.,  Japan Special GT Cup (Fuji Speedway)
A ,,Fudzsi hegy lábánál" ezúttal sokkal jobbak voltak a körülmények, mint azon a sötét májusi hétvégén. Mindössze 21 ezredmásodperccel megszerezte pályafutása első GT300-as pole-pozícióját.
A mezőny a rajtnál szorosan tartotta egymást, de végül Singo kezdett elhúzni. És mivel minden lehetséges kihívó műszaki hibák és a bokszkiállással kapcsolatos problémák miatt a pálya szélére kényszerült, még egy 15 körrel a vége előtt végrehajtott, a sérült hátsó lökhárító eltávolítására irányuló vészhelyzeti bokszkiállás sem tudta megakadályozni, hogy a kék Tsuchiya MR2 történelmet írjon. Szuzuki Keiicsi ezúttal is a kockás zászlóig vitte az autót, ezzel ő és Singo Tacsi lett a JGTC történetében az első pilótapáros, akik három egymást követő futamot nyertek – mindkét kategóriát beleértve. A mai napig egyetlen más csapatnak sem sikerült megismételnie ezt a bravúrt. Három futammal a vége előtt a páros 35 pontos előnnyel vezette a tabellát.

##### 1998. szeptember 13., Motegi GT Champion Race
Két héttel a 21. születésnapja után Singo ismét ott találta magát, ahol a JGTC-kaland elkezdődött, a Twin Ring Motegin, ezúttal az ovál helyett a klasszikus versenypályán. A Tsuchiya MR2 ezüstszínű festést öltött magára az 1998-as GT300-as bajnokság megnyerésének reményében. De ezúttal a versenyzőpáros a maximális, 80 kilós súlykompenzációval versenyzett. A győzelem nem sikerült. A Cusco Racing  Subaru Imprezája a pole-pozícióból indulva hatalmas fölénnyel győzött, és miután egy lassú rajt és egy lassabb bokszkiállás véget vetett a negyedik egymást követő futamgyőzelem reményének, Singo és Szuzuki a hatodik helyen ért célba. Ezzel hat fontos bajnoki pontot szereztek, így egy negyedik helyezéssel vagy annál jobb eredménnyel a következő fordulóban, a Central Park Mine Circuiten esélyük nyílt megnyerni a bajnoki címet.

##### 1998. október 11., Central Park Miné GT Race
Az 1998-as év negyedik egymást követő első soros kvalifikációján Singo a 2. helyről indult, az új WedsSport Toyota Celica és az újonc pilóta Max Angelelli mellől. A Racing Project Bandoh a 4. fordulóra halasztotta az elsőkerék-meghajtású Celica bemutatását. A Tsuchiya MR2 ezúttal 70 kiló plusz súllyal szerepelt. Ha volt egy terület, ahol a fiatal japán versenyzőnek volt hova fejlődnie az 1998-as szezon során, azok a rajtjai voltak, ezúttal azonban remekül indult, és az első körök során végig nyomást gyakorolt Angelellire.
Amikor a WedsSport Celica gumijai korán elfogytak, Singo lecsapott rá. Ahogy a GT500-asok lekörözték a GT300-asok vezetőit, utolérte Angelellit, és kifékezte, ezzel az élre állt. A GT300 címvédőjéje, az Angelellit váltó Orido Manabu minden erőfeszítése ellenére nem tudott elérhető közelségbe kerülni az ezüstszínű Tsuchiya MR2-höz, amit nem lehetett megfogni. A szezonban elért rekordot jelentő negyedik győzelmükkel a Tsuchiya Engineeringgel a Team Taisan Jr. megnyerte az 1998-as GT300 bajnokságot a szezon utolsó futama előtt. Szuzuki Keiicsi három szezonon belül második bajnoki címét nyerte, Tacsi Singo pedig első szezonjában az All-Japan GT Championshipben a sorozat történetének legfiatalabb bajnoka lett.

##### 1998. október 25., Sugo GT Championship
A frissen koronázott GT300 bajnokok a szezon utolsó futamán, a Sportsland Sugón ismét a maximális 80 kilogrammos plusz súllyal versenyeztek. Ennek ellenére a kategória új pályarekordját megfutva Singo 66 ezredmásodperccel előzte meg Formula 3-as csapattársát és GT300-as riválisát, Dumbrecket, és megszerezte 1998-as második pole pozícióját.
Nem sokkal a 78 körös futam rajtja után Singónak a látási viszonyok hiányával kellett megküzdenie, mivel a JLOC Lamborghini Diablójának szivárgó olaja az MR2 első szélvédőjére csapódott. Kezdetben ki akart jönni a bokszba – végül is nem volt oka kockáztatni -, de Cucsija arra biztatta, hogy maradjon kint, és próbálja meg tartani a mögötte érkező Dumbrecket.  A Forma-3-as szerencséjük megfordult, Singo elhúzott Dumbreck elől, és miután a Momo Corse MR2 váltója meghibásodott, Singo Tacsi élete versenyét teljesítve a naplemente idejére olyan hatalmas előnyre tett szert, hogy mire az 54. körben az élről kiállt, a Tsuchiya Engineeringnek könnyedén lehetősége volt megtankolni az autót, kicserélni mind a négy gumiabroncsot, és pilótát cserélni, így is az élre tértek vissza, végül rajt-cél győzelemmel megnyerték a szezon utolsó versenyét is. A csapat dominanciája egyedülálló volt, több rekordot is szereztek, amit sem azelőtt, sem azután nem tudott megismételni senki.
Tacsi Singo ekkora már a japán autóversenyzés egyik leggyorsabban felemelkedő csillaga volt. Ahogy közeledett az 1999-es év, úgy tűnt, hogy meg fogja tenni az elkerülhetetlen lépést a GT500 és a Formula Nippon (ma Super Formula) felé. 1998 decemberében először tesztelt egy Formula Nippon autót a Suzuka Circuiten. 1999 februárjában a Taku Motor Sport (Team TMS) hivatalosan is bejelentette, mint egyik versenyzőjüket a következő szezonra. Az első két szezonjukban még nem tudták elérni a középmezőnyt, de a csapatot lenyűgözte a versenyző potenciálja.
Ugyanabban az időben, amikor a Formula 3-ból a Formula Nipponba való előléptetését biztosította, megszerezte első teljes munkaidős versenyzői állását egy GT500-as autóban az 1999-es évadra a JGTC-ben is. A Toyota fel akarta rázni a GT500-as flottáját egy csalódást keltő szezon után, amelyben nem sikerült futamot nyerniük. A 98-99-es holtszezonban a Team LeMans, amely az utolsó három Formula Nippon-bajnokságból kettőt megnyert, átvette az INGING Motorsports nevezését.
A Toyota Team LeMans leszerződtette a 21 éves Singót, ezzel a korábbi F1-es versenyző, Noda Hideki csapattársa lett az új 6-os rajtszámú Esso Ultron Suprában. Nagy várakozás előzte meg az 1999-es évet. A GT500-ban és a Formula Nipponban is új tehetségek jelentek meg.
Két héttel a rajt előtt két teszten vett részt, hat napon keresztül a Suzuka Circuiten. Először a JGTC nyilvános tesztje történt meg március 4-én és 5-én, csütörtökön és pénteken. A Team LeManst néhány dolog megakadályozta abban, hogy pályán körözhessen, egészen a péntek délutáni utolsó tesztelésig, ahol az Esso Supra az ötödik leggyorsabb időt futotta meg, ez volt a Toyotás csapatok közül a leggyorsabb.
A Formula Nippon március 8-án és 9-én, hétfőn és kedden tartotta az első hivatalos szezon előtti tesztjét. Singo a harmadik leggyorsabb volt a hétfő délelőtti edzésen, ez az idő összességében pedig elég volt a nyolcadik leggyorsabb időhöz, miután nedves körülmények nehezítették a keddi tesztelést.

## Halála
1999. március 11-én a Toyota a TI Circuit Aida – mai nevén Okayama International Circuit – versenypályán szervezett egy privát tesztet néhány GT500-as csapatának, köztük a Team LeMansnak. A fiatal versenyző nagyon lelkes volt és várta már a plusz pályaidőt, valamint azt, hogy együtt dolgozhasson csapattársával, Nodával, a Team LeMans új mérnökeivel, és hogy bepótolhassa a szuzukai teszten kimaradt időt.
A tesztnek már majdnem vége volt, és Singo az utolsó kanyarból gyorsított ki, hogy egy újabb kört kezdjen meg. Amikor átlépte a rajt-cél vonalat, a trükkös első kanyarra, egy negyedik sebességi fokozatú jobbos kanyarra készült. De ahogy az autó közeledett a féktávjelzőkhöz, nem lassult le.
A balesetet egy műszaki hiba okozta, amelyet pontosan a mai napig nem sikerült meghatározni. Az Esso Supra egyenesen áthajtott a kanyar csúcspontján, a kavicságyon, és 240-250 kilométer/óra közti sebességgel frontálisan a beton- és gumiburkolatba csapódott.
A pályabírók és a mentők azonnal a helyszínre siettek, ahol Singót eszméletlenül találták, és nagy odafigyeléssel kihúzták az autója maradványai közül. Az egészségügyi személyzet nyakmerevítőt tett rá és oxigént adott neki. Az ütközéskor súlyos mellkasi sérüléseket szenvedett, ezért gyorsan elszállították a pálya orvosi központjából, egyenesen egy helyi kórházba.
Mindent megtettek a fiatalember életének megmentése érdekében, azonban már túl késő volt, helyi idő szerint 17 óra 50 perckor 21 éves korában halottnak nyilvánították.

## Emlékezete
Szuzuki Keiicsit – aki úgy kezelte, mintha a saját fia lett volna – annyira megviselte a gyász egykori csapattársa halála miatt, hogy a halála után visszavonult a versenyzéstől. A Toyota Team LeMans úgy döntött, hogy az elhunyt versenyzőjük iránti tiszteletből visszalépteti autóját a szezonnyitó versenytől. Ezt követően azonban A Toyota Team LeMans és az Esso Supra visszatért a versenypályára. Az 500 köbcentis MotoGP világbajnok és JGTC veterán Wayne Gardner vette át Singo helyét Noda mellett. A harmadik fordulóban, a Sportsland Sugón megszerezték a pole-pozíciót, és az ötödik fordulóban, a Fuji Speedwayen a Toyota Team LeMans megnyerte élete első JGTC-futamát, a győzelmet Singónak ajánlották

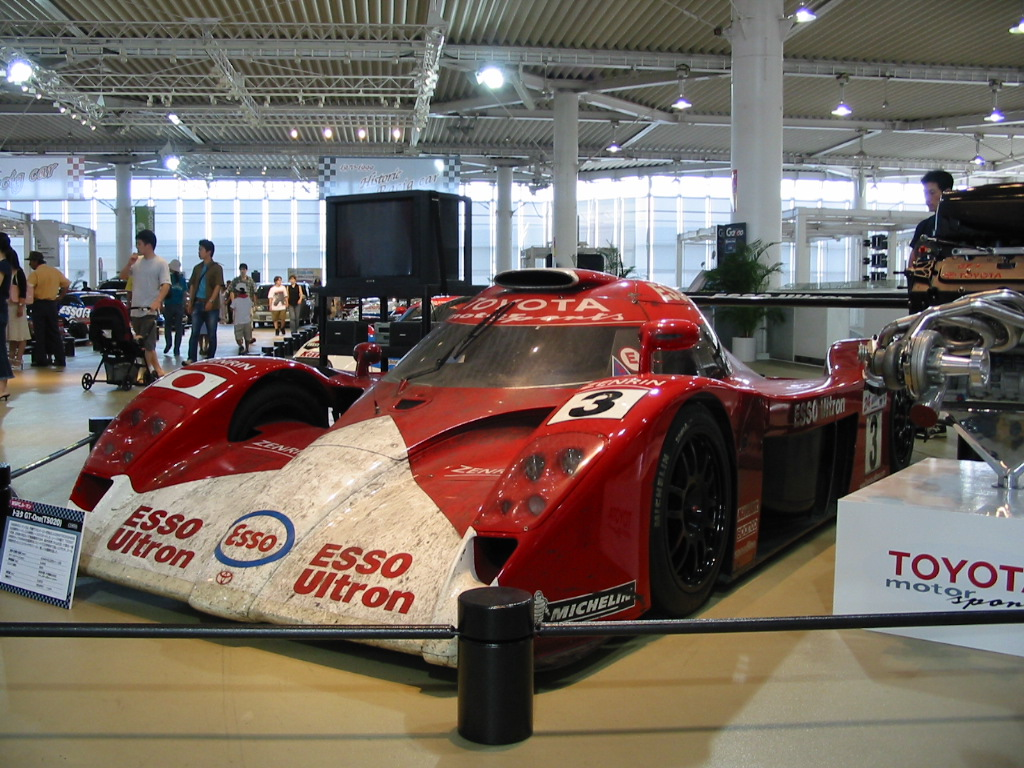
A Toyota Le Mans-i versenyautója

Az 1999-es Le Mans-i 24 órás versenyen a Toyota pilótája, Katajama Ukjó Singo versenykesztyűjében versenyzett, a másodpilótákkal, Szuzuki Tosioval és Cucsija Keiicsivel pedig Singo tiszteletére meg szerették volna nyerni a versenyt. Egy órával a leintés előtt, amikor Katajama vezette az autót, a bal hátsó gumiabroncs a Mulsanne és Indianapolis közötti szakaszon közel 340 kilométer/órás sebességnél felrobbant. Ez a Le Mans-i összesített győzelembe került, ami egészen 2018-ig elkerült a Toyotától. Katajama szintén tragikus balesetet szenvedhetett volna azon a napon Le Mans-ban, csak a hihetetlen reakcióideje és reflexei akadályozták meg azt, hogy az eset sokkal rosszabbul végződjön, Katajama akkor úgy vélte, hogy abban a szituációban Singo megvédte őt.
Édesapja csendben gyászolt, és ritkán nyílt meg fia haláláról. Nobuhidénak és az egész csapatnak a mai napig hiányzik a fia, Singo. A TOM'S által készített minden GT500-as autóra van egy matrica a versenyzőik neve mellett, amin az szerepel, hogy ,,with Shingo'', azaz ,,Singóval''.
A Super GT széria minden esztendő végén kiosztja az év újoncának járó díjat, amelyet Shingo Tachi Awardnak hívnak.

## Eredményei

### Japán Formula–3
| Év   | Csapat | Autó               | 1     | 2     | 3     | 4      | 5     | 6      | 7      | 8     | 9     | 10    | Poz. | Pont |
| ---- | ------ | ------------------ | ----- | ----- | ----- | ------ | ----- | ------ | ------ | ----- | ----- | ----- | ---- | ---- |
| 1997 | TOM'S  | Dallara 397-Toyota | SUZ 6 | TSU 7 | MIN 3 | FUJ 13 | SUZ 5 | SUG Ki | SEN Ki | MOT 8 | FUJ T | SUZ 3 | 6.   | 11   |
| 1998 | TOM'S  | Dallara 398-Toyota | SUZ 6 | TSU 2 | MIN 3 | FUJ 5  | MOT 6 | SUZ 2  | SUG 4  | TIA 2 | SEN 2 | SUG 7 | 3.   | 34   |

- T – Az 1997-es Fuji Speedwayen rendezett versenyt törölték Jokojama Takesi végzetes balesete miatt.[17]

### JGTC
| Év   | Csapat                       | Autó         | Kat.   | 1     | 2     | 3     | 4     | 5     | 6     | 7     | 8     | Poz. | Pont |
| ---- | ---------------------------- | ------------ | ------ | ----- | ----- | ----- | ----- | ----- | ----- | ----- | ----- | ---- | ---- |
| 1997 | Castrol TOM'S                | Toyota Supra | GT-500 | SUZ   | FUJ   | SEN   | FUJ   | MIN   | SUG   | MOT 3 | MOT 2 | Hn   | 0    |
| 1998 | Team Taisan Jr with Tsuchiya | Toyota MR2   | GT-300 | SUZ 1 | FUJ T | SEN 1 | FUJ 1 | MOT 6 | MIN 1 | SUG 1 |       | 1.   | 106  |

- T – Az 1998-as All Japan Fuji GT Race-t törölték Óta Tecuja balesete miatt.[9]